# Jorge de Oteiza
Jorge de Oteiza Embil (Orio, Guipúzcoa, 21 de octubre de 1908 - San Sebastián, Guipúzcoa, 9 de abril de 2003) fue un escultor y poeta español. Se le considera uno de los máximos exponentes de la Escuela Vasca de Escultura.

## Biografía
Inició su actividad artística en San Sebastián en los años 20, en contacto con los jóvenes que desarrollaban la vanguardia artística en su ciudad. Las primeras obras escultóricas de Oteiza están fuertemente influidas por el cubismo y el primitivismo.

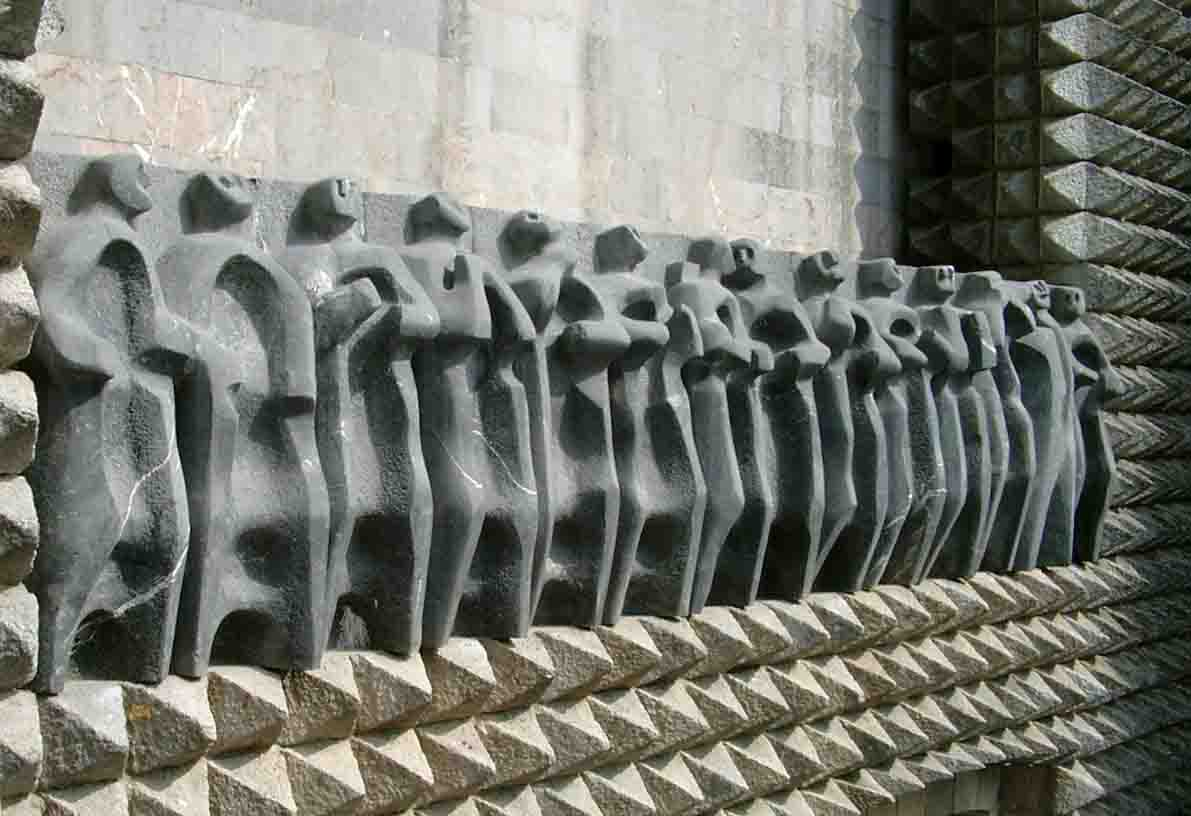
Apóstoles, en la fachada principal del Santuario de Arantzazu, en Oñate

Con el fin de investigar la estética de la escultura precolombina, en 1934 viaja a Sudamérica (Bolivia, Colombia, Argentina, Chile), donde permanece hasta 1948, sorteando la guerra civil española. Durante su estancia en el continente americano, toma contacto con artistas, entre los que cabe destacar a Edgar Negret o Joaquín Roca Rey. Durante años se dedicó además de a su obra escultórica y a realizar estudios sobre estética, a la labor docente como profesor de cerámica en la Escuela de Cerámica de Buenos Aires, Argentina, fundada por Fernando Arranz, y posteriormente durante su traslado a Popayán, Colombia. En este periodo escribe dos textos fundamentales para la comprensión de su proyecto artístico: Carta a los Artistas de América (1944), publicada en la revista de la Universidad de Cauca, e Interpretación estética de la estatuaria megalítica americana, que será publicado más tarde (1952). A su regreso a España, se le concede por concurso la realización de la estatuaria para el friso y la fachada de la Basílica de Nuestra Señora de Arantzazu (1949-51), obra del arquitecto Francisco Javier Sáenz de Oiza. En esta gran obra, Oteiza pone en práctica sus teorías sobre el debilitamiento de la expresión figurativa, aplicándolas a un tema religioso. La Iglesia prohíbe los trabajos, retrasando su conclusión a 1968, cuando se termina de colocar el friso de apóstoles y se coloca en la fachada una imagen de la Virgen con el hijo muerto a sus pies.
El primer reconocimiento internacional a la obra de Jorge Oteiza, tiene lugar en 1951, en la ciudad italiana de Milán, en cuya IX Trienal de Arte recibe el diploma de honor.
En 1954, obtiene un premio nacional de Arquitectura, con un equipo, en el que estaban los arquitectos Romaní y Sáenz de Oiza. Realiza en ese mismo año la escultura del ábside de la iglesia de los PP. Dominicos de Valladolid.
En 1954 escribe el libro de poesía Androcanto y sigo.
Con la experimentación heredada del constructivismo, Oteiza se embarca en lo que denomina su Propósito Experimental (1955), título con el que se presenta en la Bienal de São Paulo (1957), donde obtiene el premio extraordinario de escultura. 
En 1958, Oteiza viaja desde Irún hasta la Exposición Universal de Bruselas. En la Exposición se establece la influencia directa del Pabellón de Austria, obra de Karl Schwanzer, en el proyecto arquitectónico que estaba desarrollando en ese momento, junto con el arquitecto Roberto Puig, para el Monumento a Batlle en Montevideo. Se constata, de este modo, una conexión con la arquitectura de los años cincuenta, puesto que, Oteiza desarrolla procesos creativos, tanto escultóricos como arquitectónicos, que parten de cuestiones y referencias arquitectónicas descubiertas en su viaje a la Expo’58 de Bruselas.

### Equipo 57
Junto a un grupo de jóvenes artistas, coquetea en París con el Equipo 57, grupo formado inicialmente en mayo de 1957 por los escultores Jorge Oteiza y Luis Aguilera y los pintores Ángel Duarte, José Duarte, Juan Serrano y Agustín Ibarrola. En 1959, por entender que había alcanzado a su fase conclusiva, decide abandonar la actividad escultórica. En estos cinco años de actividad Oteiza realiza una operación de gran trascendencia, al situar su obra en la senda de la tradición geométrica europea, reivindicando el neoplasticismo y el constructivismo soviético. La recuperación de las estéticas geométricas europeas y su influencia en la cultura vasca generan las bases de lo que se denomina la escuela de la escultura vasca; es Eduardo Chillida su representante más preciado en el mercado del arte. 
En 1966 entra a formar parte del Grupo Gaur. 
Durante los 60 y 70 Oteiza investiga la lengua vasca y las manifestaciones populares de su pueblo. En 1963 publica Quousque tandem…! Ensayo de interpretación del alma vasca, que se convertiría en su texto más conocido y polémico. En este libro se hace una defensa de la cultura popular vasca y su identidad, a la vez que se propone la estética como ciencia bajo la que subsumir todo el conocimiento. En 1969, Oteiza funda la Escuela de Deba con el fin de poner en práctica estas ideas. Los trabajos críticos y teóricos también se completan con la poesía: Existe Dios al noroeste (1990) o Itziar, elegía y otros poemas (1991). 
Oteiza es un artista puente entre el periodo de las vanguardias y la generación de la posguerra, y alcanza su influencia en sectores artísticos, culturales y políticos. Se mantuvo distante y crítico con los reconocimientos oficiales, siempre manteniendo su particular posición iconoclasta en lo ideológico y político. 
En 1992 donó su legado al pueblo de Navarra. Tras su muerte, en primavera de 2003, abrió sus puertas al público la Fundación Museo Jorge Oteiza, en la localidad de Navarra de Alzuza, ocupando lo que fue su casa y taller.

## Museo Oteiza

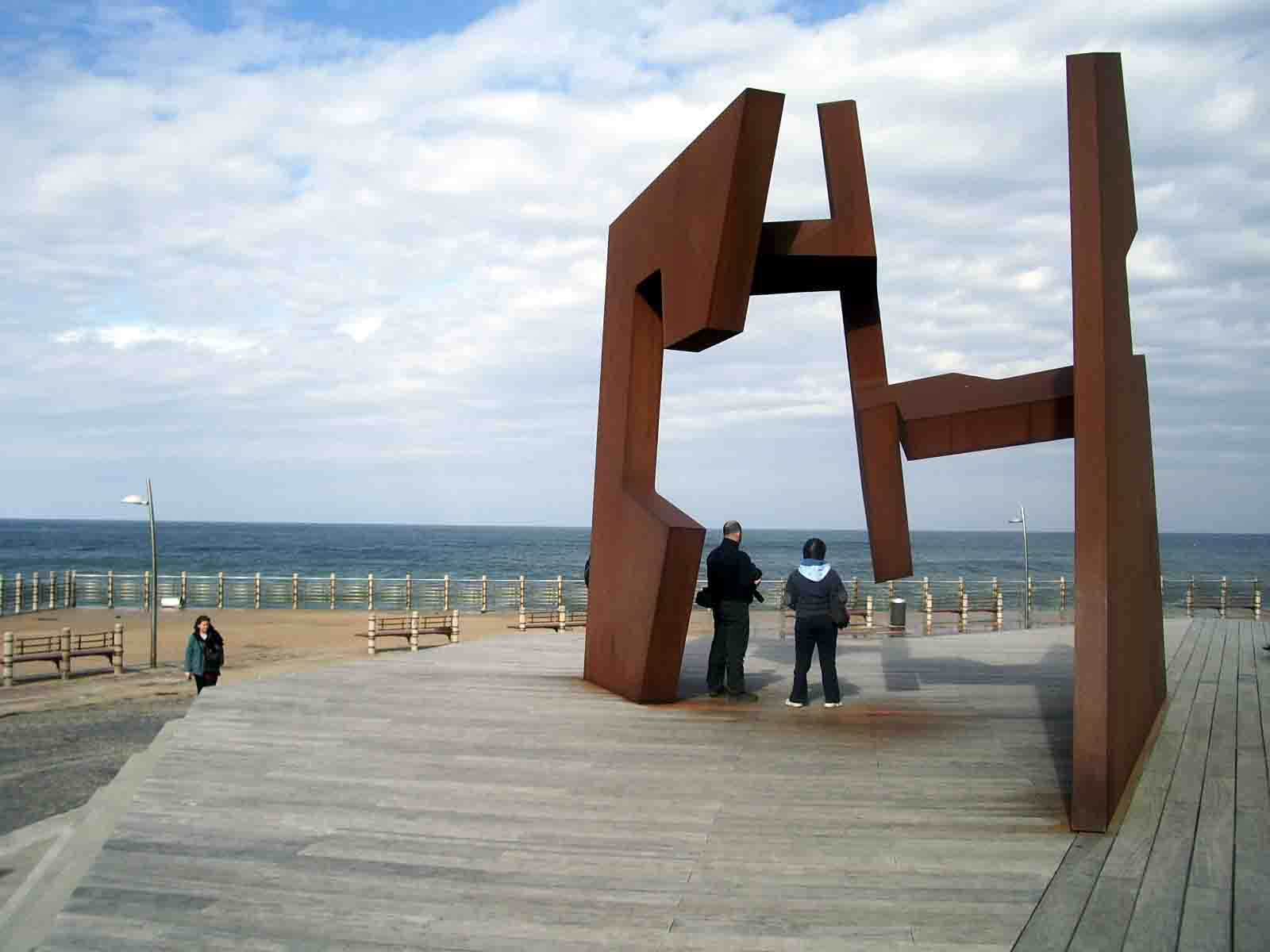
Construcción vacía, San Sebastián.

En la localidad navarra de Alzuza, la Fundación Museo Jorge Oteiza guarda en un edificio diseñado por Francisco Javier Sáenz de Oiza la colección personal de Oteiza, quien la donó a la Fundación que lleva su nombre, en la que interviene el Gobierno de Navarra; está compuesta por 1650 esculturas, 2000 piezas de su laboratorio experimental y su biblioteca personal, además de una extensa presencia de dibujos y collages.
Las creaciones escultóricas de Oteiza, en su mayoría diseños de formato reducido, han extendido su presencia en fechas recientes mediante la elaboración de réplicas a tamaño monumental, que han suscitado opiniones contrapuestas ya que algunos entendidos consideran que el cambio de escala altera la concepción del artista. También suscitó polémica la existencia de ediciones seriadas producidas sin el debido control. 
Un ejemplo de escultura monumental urbana es la obra Variante ovoide de la desocupación de la esfera de 1958, situada ante el Ayuntamiento de Bilbao.
En 2007, las dos cruces enlazadas de bronce que conmemoraban el enterramiento del escultor y de su esposa Itziar fueron robadas. El mismo año, la prestigiosa Documenta de Kassel expuso obras seleccionadas del escultor y fotografías a tamaño natural de su Laboratorio de tizas junto a obras de artistas del momento bajo el título ¿Es la modernidad nuestra antigüedad?.

## Catálogo razonado
El 15 de febrero de 2016, el Museo Oteiza presentó un catálogo razonado de la obra escultórica del artista.
- Oteiza. Catálogo Razonado de Escultura. Dos tomos, cartoné. Edición de Txomin Badiola, 2016. Editorial Nerea. ISBN 978-84-15042-87-7

## Obra del escultor
- Informe sobre el encontrismo, Santiago de Chile, 1935.
- De la escultura actual de Europa: el escultor Alberto Sánchez, arquitectura, n.º 1, Santiago de Chile, 1935.
- Carta a los artistas de América. Sobre el arte nuevo en la posguerra, Revista de la Universidad del Cauca, Popayán, Colombia, 1944.
- El nuevo escultor Edgar Negret, Revista de América, Bogotá, 1945.
- Descubrimiento de Ráquira, Revista de las Indias, Bogotá, 1946.
- La investigación abstracta en la escultura actual, Revista Nacional de Arquitectura, n.º 120, Madrid, diciembre de 1951.
- Interpretación estética de la estatuaria megalítica americana, Ediciones Cultura Hispánica, Madrid, 1952.
- Androcanto y sigo. Ballet por las piedras de los apóstoles en la carretera, 1954, Aranzazu.
- Escultura dinámica, en El arte abstracto y sus problemas, Ediciones Cultura Hispánica, Madrid, 1956 (reedición crítica e ilustrada de Alberto Rosales en Oteiza. Paisajes. Dimensiones, Fundación Eduardo Capa, Alicante, 2000).
- Catálogo de escultura de Jorge Oteiza de la IV Bienal de Sao Paulo, en Escultura de Oteiza, Gráficas Reunidas, Madrid, 1957.
- Concurso de monumento a José Batlle en Montevideo, Arquitectura, Madrid, junio de 1959
- El final del arte contemporáneo, en J. Oteiza y N. Basterretxea, Galería Neblí, Madrid, 1960.
- Estética del huevo (huevo y laberinto), epílogo en Fullaondo, J. D. (ed.), Oteiza, 1933-68, Alfaguara / Nueva Forma, Madrid, 1968 (reed. Pamiela, Pamplona, 1995).
- Recuerdo y olvido de José Manuel Aizpúrua (Alzuza, 23-iv-1969), nueva forma, n.º 40, Madrid, mayo de 1969.
- Quousque tandem…! Ensayo de interpretación estética del alma vasca, Auñamendi, San Sebastián, 1963; Txertoa, San Sebastián, 1970; Hordago, San Sebastián, 1975 y 1983; Pamiela, Pamplona, 1993.
- Mi reconocimiento a Alberto (Madrid, i-1975), en Alberto, Ministerio de Cultura, Madrid, 1980.
- Ejercicios espirituales en un túnel, Hordago, San Sebastián, 1983 y 1984 (ed. corregida).
- Cartas al Príncipe, Itxaropena, Zarauz, 1988.
- Existe Dios al Noroeste, Pamiela, Pamplona,1990.
- La ley de los cambios, Ediciones Tristan-Deche Arte Contemporáneo, 1990, Zarauz.
- Libro de los plagios, Pamiela, Pamplona, 1991.
- Itziar. Elegía y otros poemas, Pamiela, Pamplona, 1991.
- Nociones para una filología vasca de nuestro preindoeuropeo, Pamiela, Pamplona, 1995.
- Goya mañana. El Realismo Inmóvil, Fundación Museo Jorge Oteiza, Alzuza (Navarra), 1997.
- Edición crítica de la Poesía completa de Jorge Oteiza, Fundación Museo Jorge Oteiza, Alzuza (Navarra), 2007.
- Edición crítica de Quousque Tandem…!, Fundación Museo Jorge Oteiza, Alzuza (Navarra), 2007.
- Edición crítica de La estatuaria megalítica americana y Carta a los artistas de América, Fundación Museo Jorge Oteiza, Alzuza (Navarra), 2007.
- Edición  del Catálogo de escultura de Jorge Oteiza de la IV Bienal de Sao Paulo, Fundación Museo Jorge Oteiza, Alzuza (Navarra), 2007.
- Mentalidad vasca. Artículos. Paimela, Pamplona, 2017.[8]

## Galería de imágenes

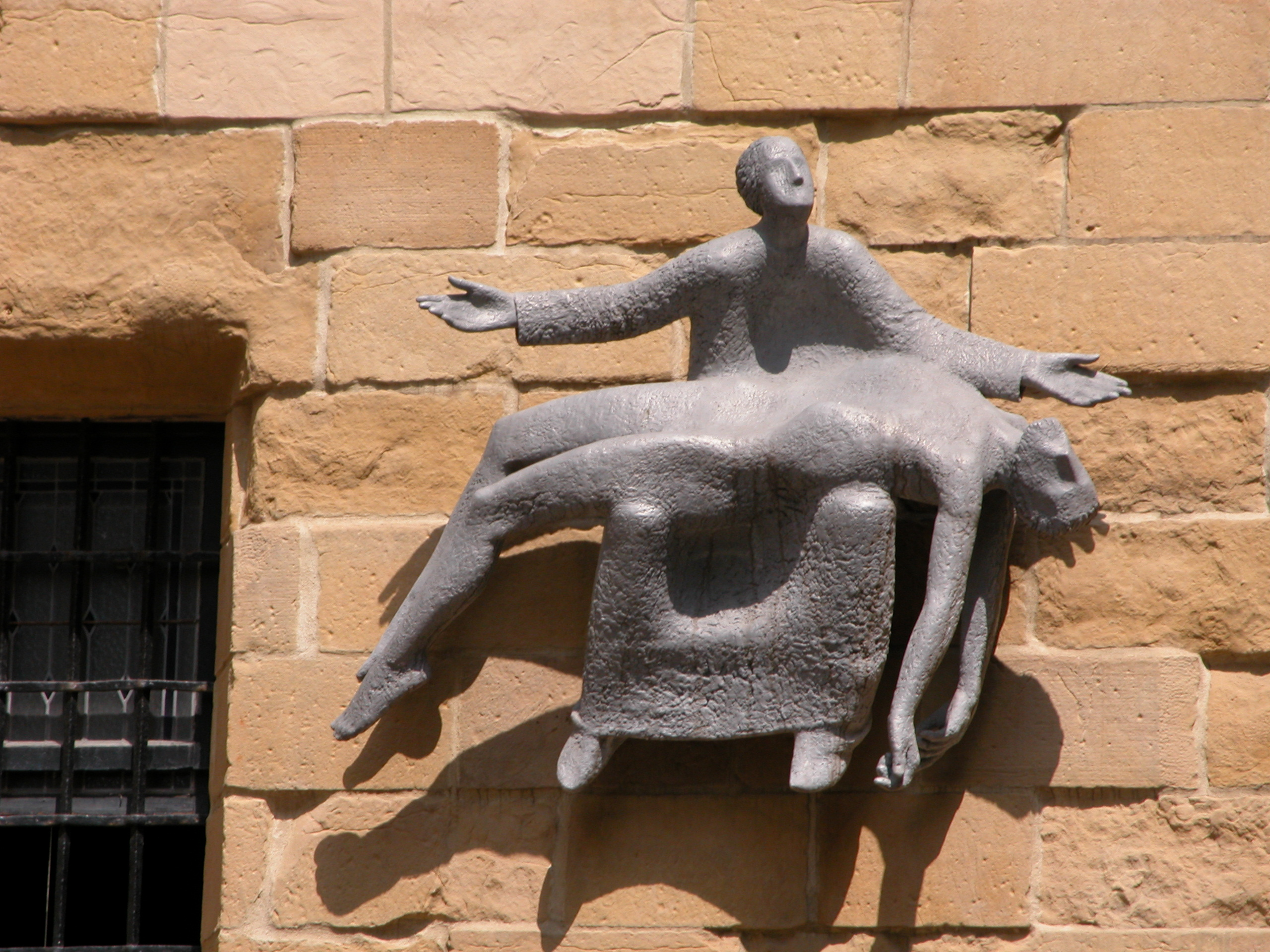
Escultura de La Piedad en el muro lateral de la iglesia de San Vicente en San Sebastián
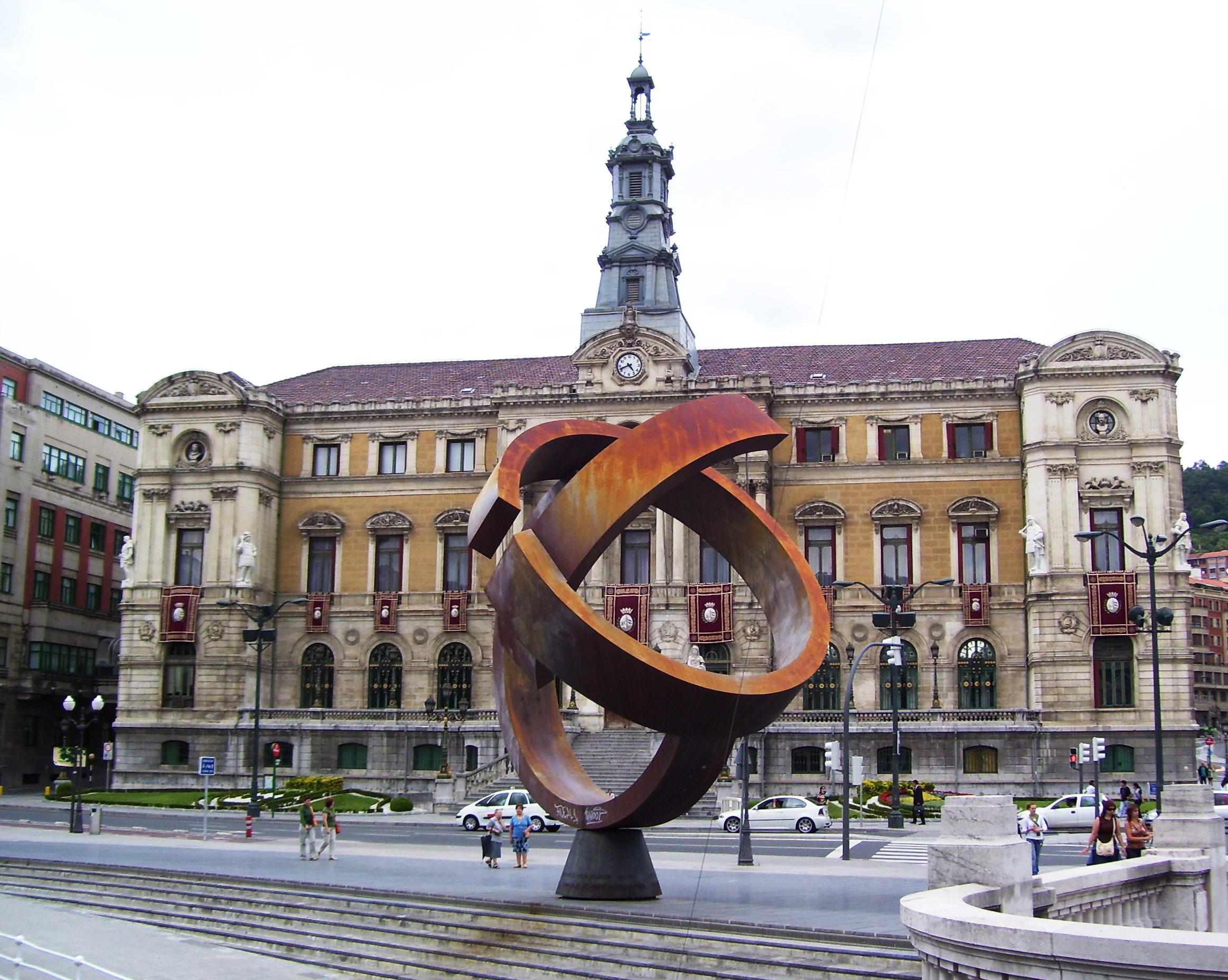
Variante Ovoide de la desocupación de la esfera, Frente al ayuntamiento de Bilbao
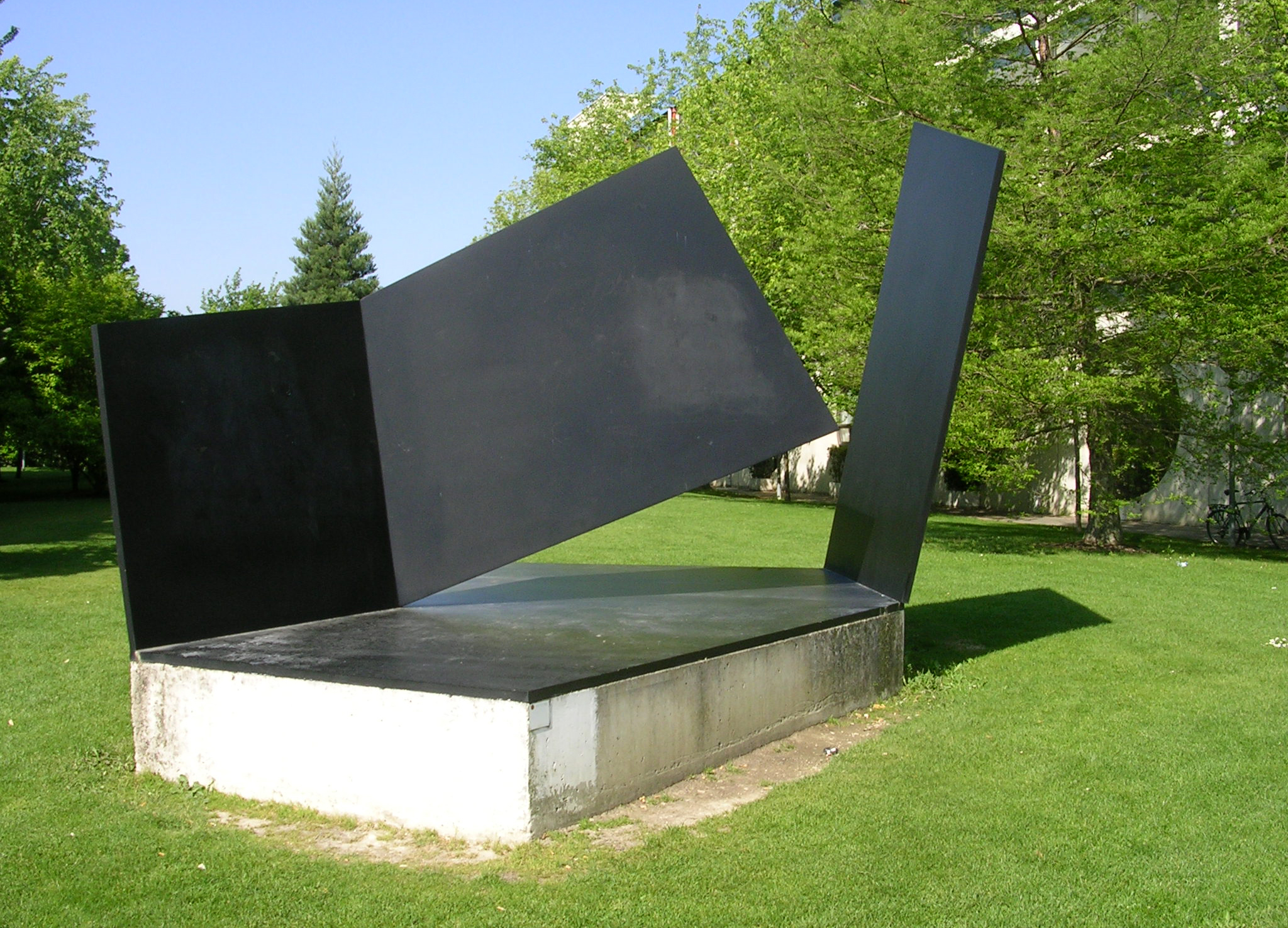
Oposición de dos diedros. Homenaje a Francisco Javier Sáenz de Oiza en la UPNA de Pamplona
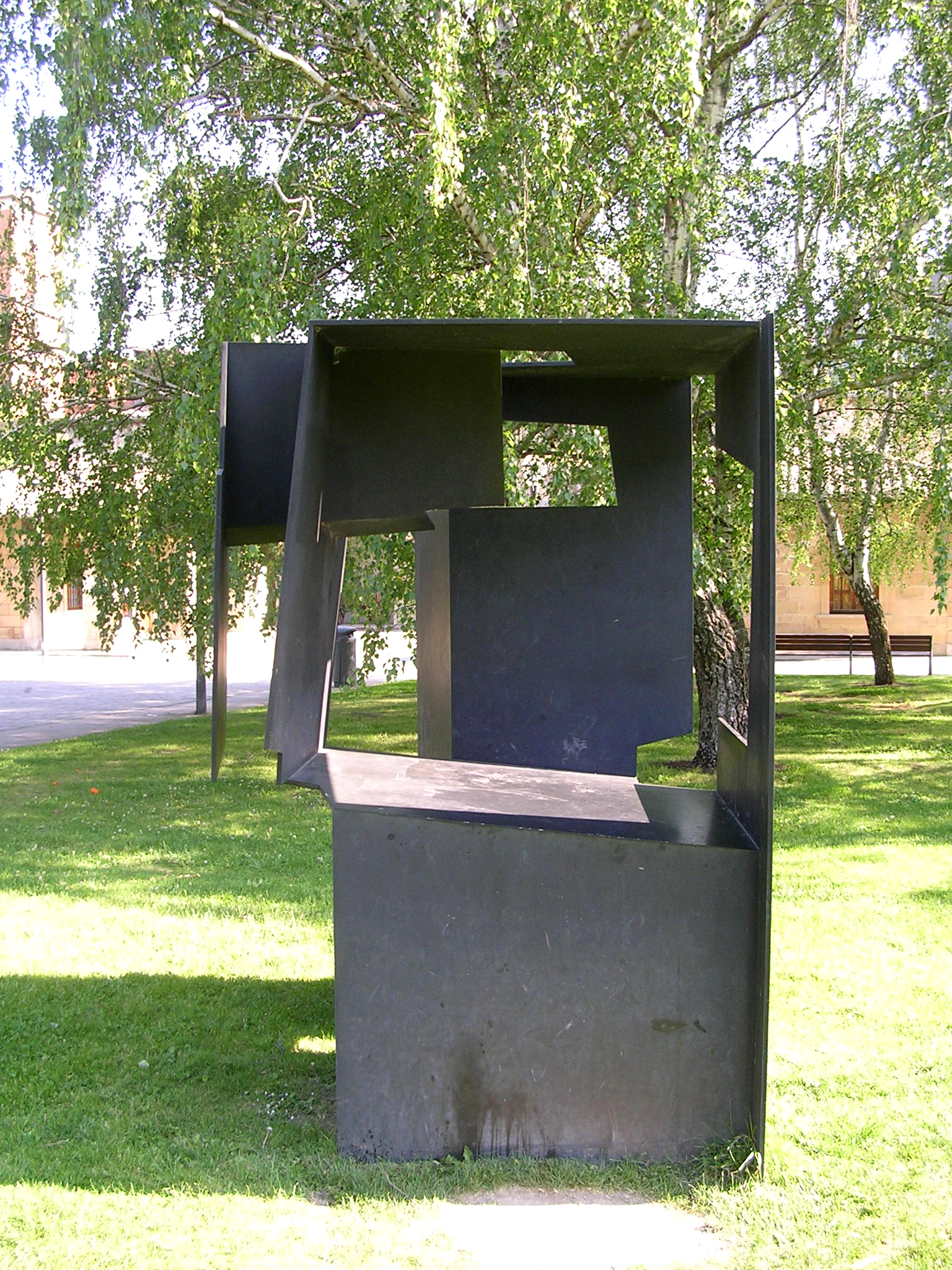
Retrato de un guerrero llamado Odiseo. Pensado para ser puesto junto al Gernika de Picasso
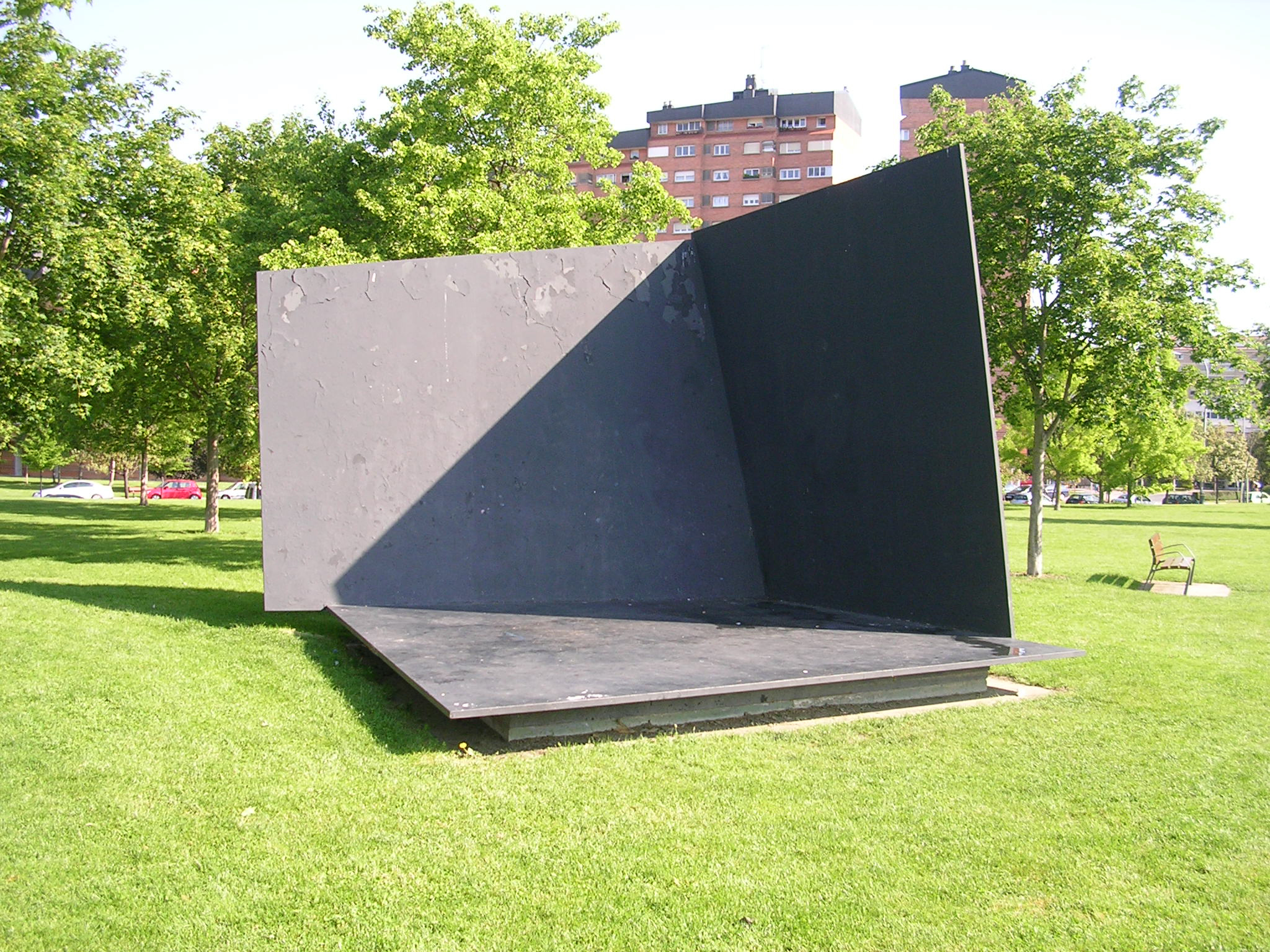
Triedro de Oteiza o Momento Espiritual, cima de la escultura vacía
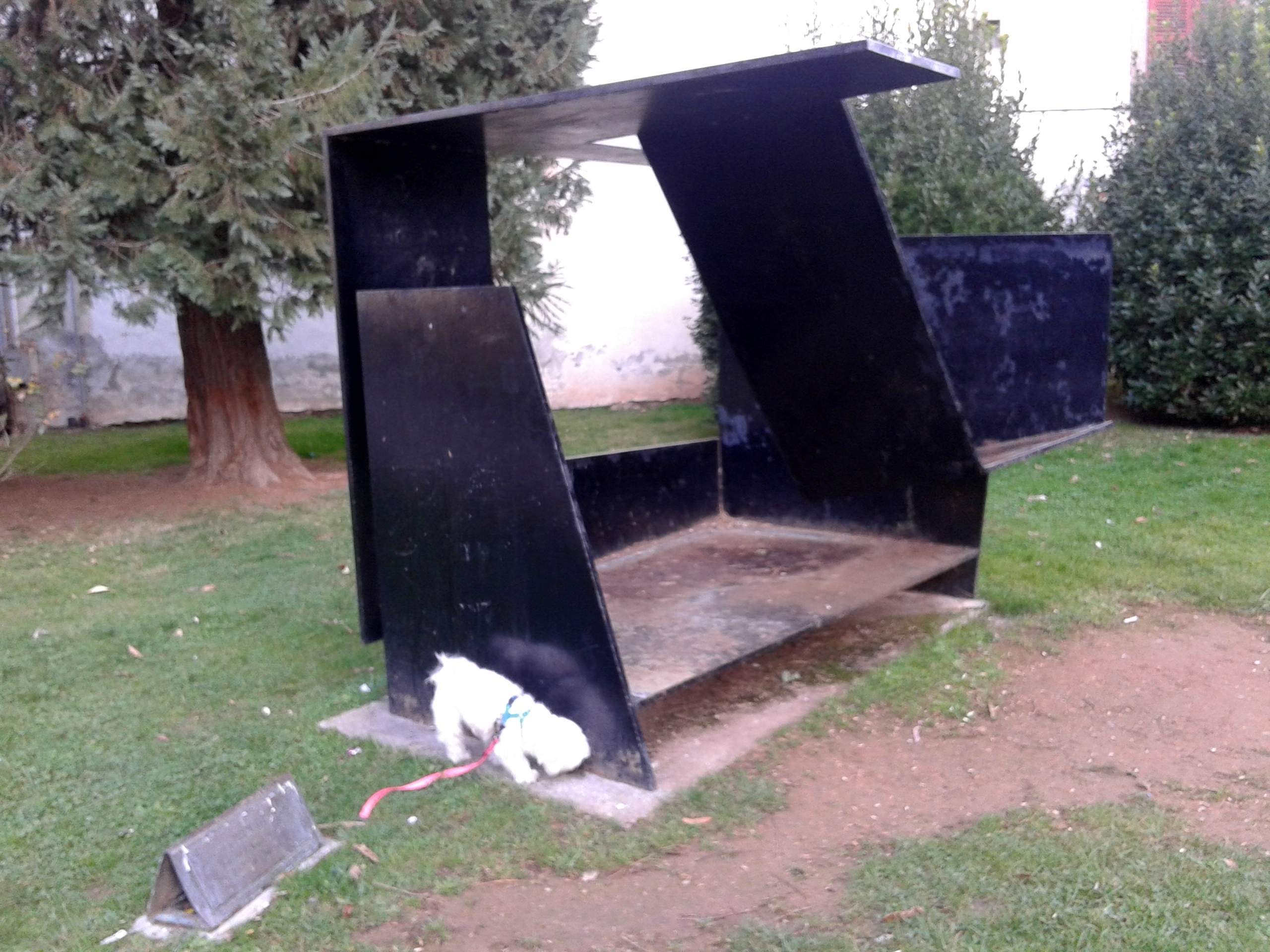
Escultura de Jorge Oteiza en Elizondo (Navarra)
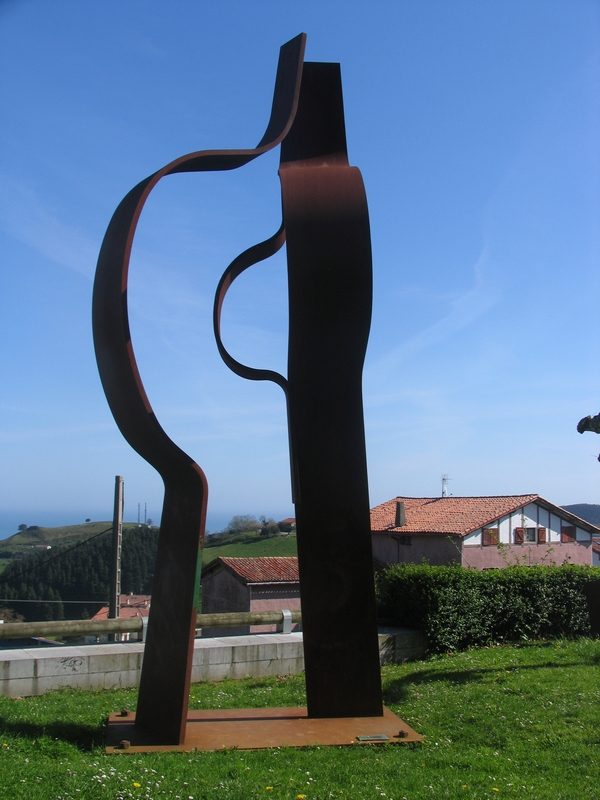
Escultura Maternidad de Jorge Oteiza en Itziar
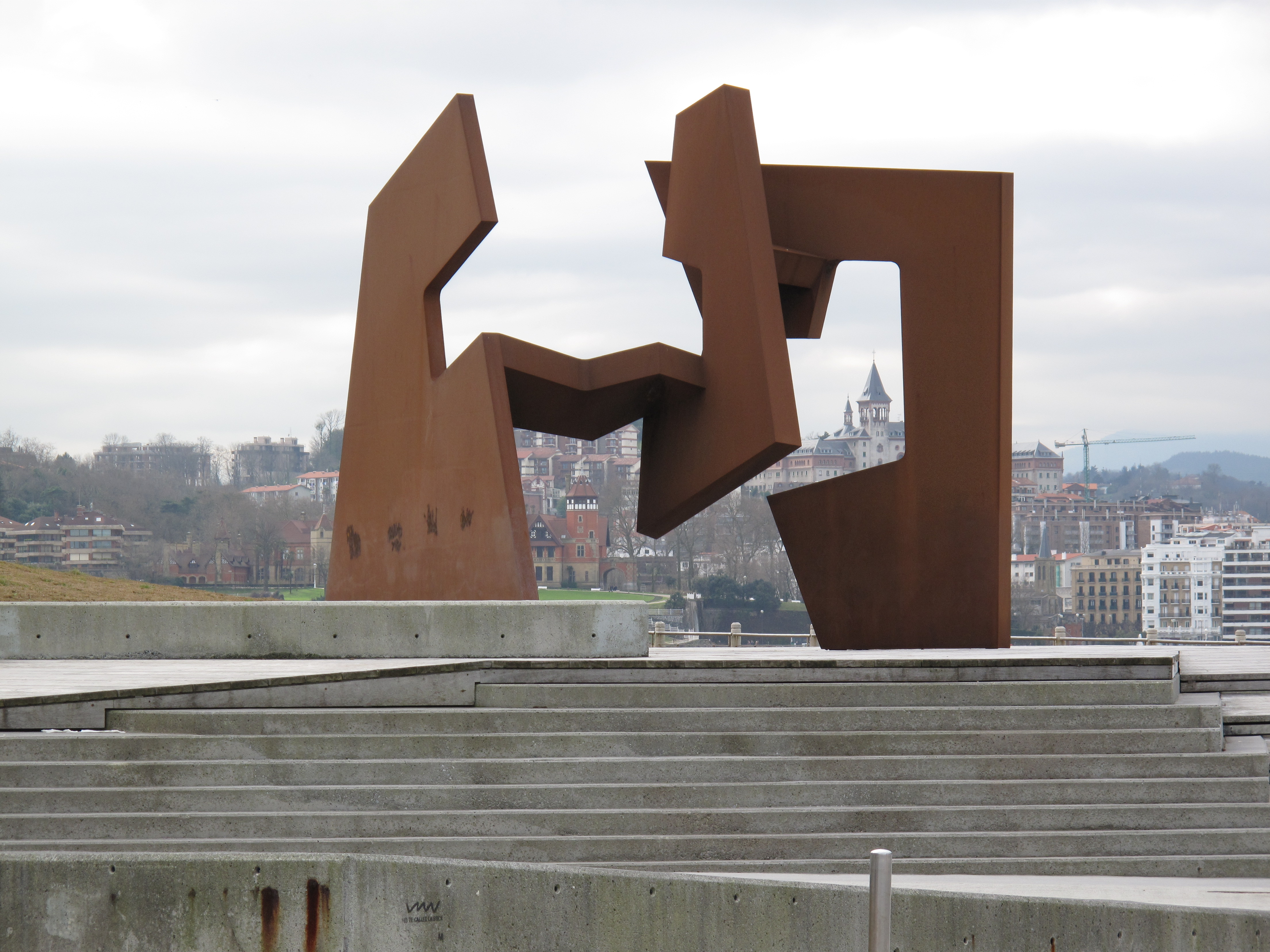
Construcción Vacía en San Sebastián
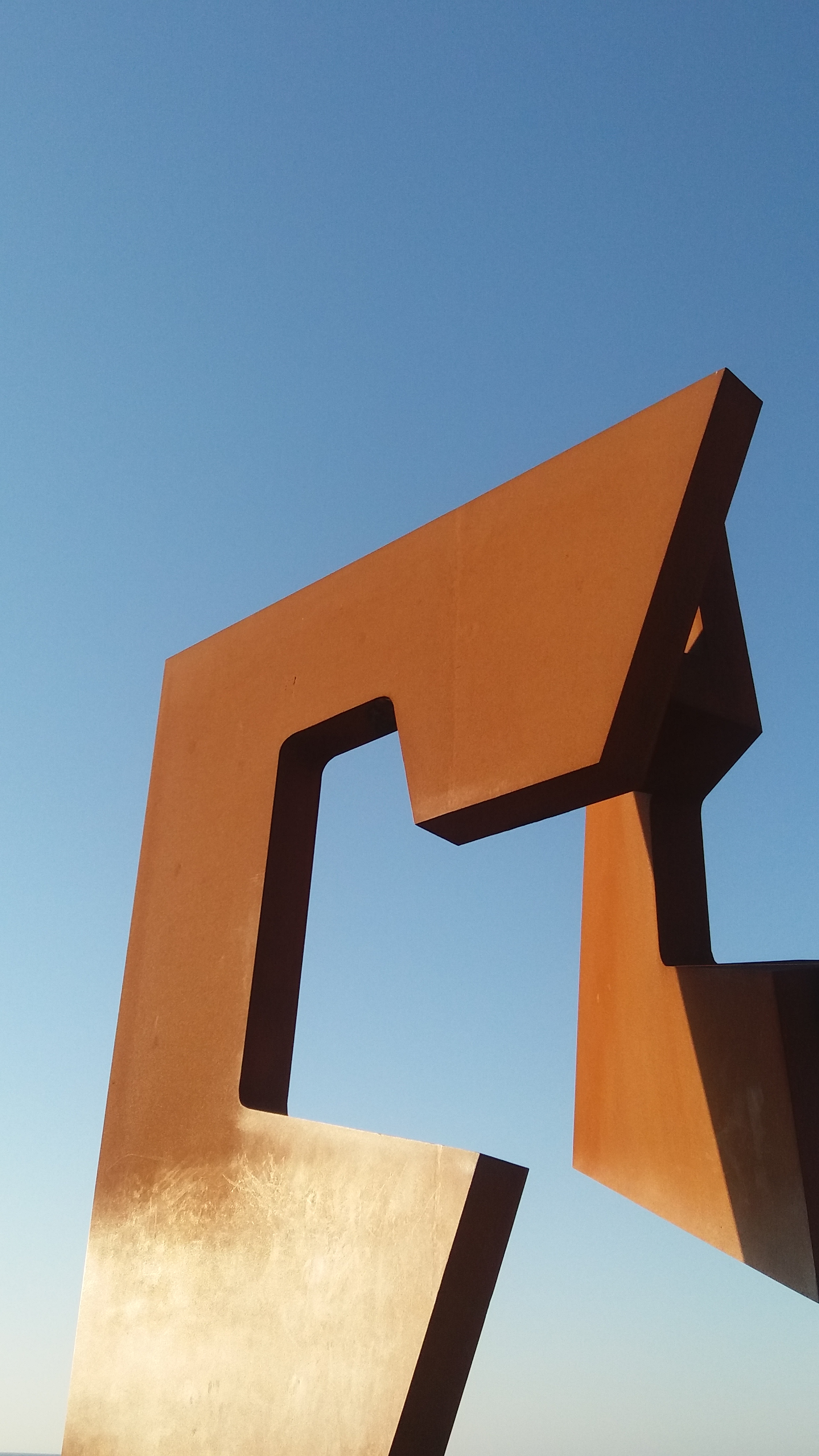
Escultura Construcción Vacía de Jorge Oteiza